# Blanka Zdichyncová
Blanka Zdichyncová (* 23. února 1945 Stará Boleslav, Protektorát Čechy a Morava) je česká herečka a dabérka.

## Život
Blanka Zdichyncová se narodila 23. února 1945 ve Staré Boleslavi, tehdy v protektorátu Čechy a Morava. Je provdána jako Blanka Zdichyncová Rajmanová. Vystudovala DAMU, obor loutkoherectví. Profesoru Nedbalovi se nezdálo její jméno, přidělal jí nad písmeno z háček. Její jméno bylo velmi často zaměňováno. Po úspěšném vystudování byla rozhlasová herečka. Hrála v Divadle bez opony téměř 20 let. Založila také Divadlo BLAMA v roce 2005 ve spolupráci s Marcelou Nohýnkovou. V tomto divadle dosud vystupuje. Například v představeních Den zkázy v Advokátní kanceláři, Rocker a dvě staré dámy, a další. Blanka Zdichyncová pracuje v televizi, vyskytuje se zde sporadicky. Účinkuje v dabingu, její nejznámější roli představuje Edna Krabappelová (Bartova učitelka) v seriálu Simpsonovi.

## Dabingové role
výběr
- 2016 Dítě Bridget Jonesové (Una Alconburyová)
- 2015 Mimoni (pokladní v Toweru)
- 2011 Hodně štěstí, Charlie: Film o velké cestě (Petůnie Blankehuperová)
- 2008 Mumínci ve filmu (čenich)
- 2007 Garfield šokuje (Nermal)
- 2007 Simpsonovi ve filmu (Edna Krabappelová)
- 1996 Columbo: Dvojexpozice (Norisová)
- 1995 Terminátor (Ginger Venturová)
- 1990 Terminátor (Sarah Louise Connor)
- 1990 Kačeří Příběhy: Poklad ze ztracené lampy (Bubík)

### Seriály
- 2019 Vraždy v Brokenwoodu (Margaret)
- 2013 Looney Tunes: Úžasná show (červená příšera)
- 2013 Včelka Mája (žížala Max)
- 2011–2012 Mikulášovy patálie (Albín)
- 2008 Z deníku Sherlocka Holmese (paní Hudsonová)
- 2005 Mumínci (Ňuf)
- 2004 Big Ben: Třídní sraz (Hilda)
- 1997 Šmoulové (Šikula, Šmoulíček)
- 1997–1999 Star Trek: Nová generace (Lwaxana Troi)
- 1993 Krok za krokem (Doris)
- 1993–2014 Simpsonovi 1.–25. série (Edna Krabappelová)
- 1990–1991 Chip a Dale (Mandy, Zip)

### Ostatní
- 2014–2015 Nová dobrodružství Medvídka Pú (slonisko)
- 2000 Garfield a přátelé (Mamma Manicottinová, Fousek, Leonora – Seldova nápadnice, matka kurážného myšáka)
- 1991–1992 Gumídci (strom)
- 1990–1993 My z Kačerova / Kačeří příběhy (Bubík)
- 1988 Šmoulové (Šmoulíček)
- 1985–1987 Včelka Mája (muší děti Toník a Fanka)

### PC hry
- 1999 Tomíkovy narozeniny (Tomík)